# Carcere di San Quintino
Il penitenziario di Stato di San Quintino (in inglese San Quentin State Prison) è un carcere statunitense.
Sorge su un'area di 1,7 chilometri quadrati a Point Quentin, nella contea di Marin in California, a nord di San Francisco e ha un proprio codice postale, 94964. La struttura ospita il braccio della morte dello Stato della California.

## Storia
La prigione fu aperta nel luglio del 1852 ed è la più vecchia della California; la sua costruzione avvenne per opera dei detenuti ospitati nella nave-prigione Waban. Il penitenziario non prese il nome dal santo omonimo, ma da un guerriero della tribù Miwok che venne fatto prigioniero in quei luoghi.
Nel 1918 il chirurgo Leo L. Stanley realizzò una lunga serie di trapianti di testicoli nei confronti dei detenuti volti a sperimentare le funzioni del testosterone.

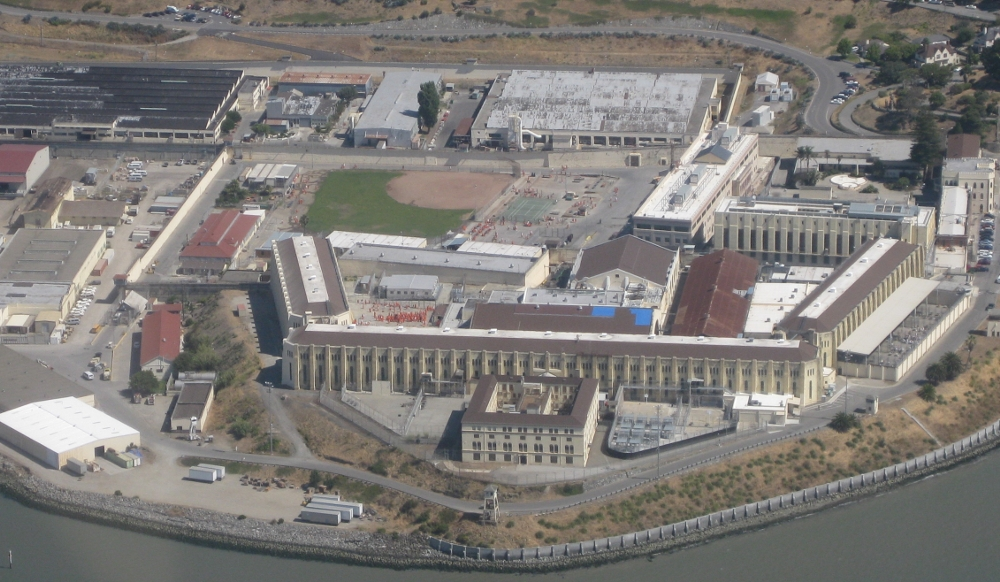
Il carcere di San Quentin visto dalla visuale di un elicottero

Fino al 1933, quando venne costruito il carcere femminile di Tehachapi, San Quintino ospitò prigionieri di entrambi i sessi: tra le donne spicca Louise Preslar, una delle sole quattro donne ad aver mai subìto la condanna alla camera a gas in California. 
Nel 1964 nel penitenziario venne fondata la Fratellanza Ariana.

## Strutture
Il complesso correzionale si trova a Point San Quentin, che consiste di 432 acri (1,75 km²) sul lato nord della baia di San Francisco. Il complesso del carcere occupa 275 acri (1,11 km²), valutato in uno studio del 2001 tra 129 e 664 milioni di dollari.

## Esecuzioni

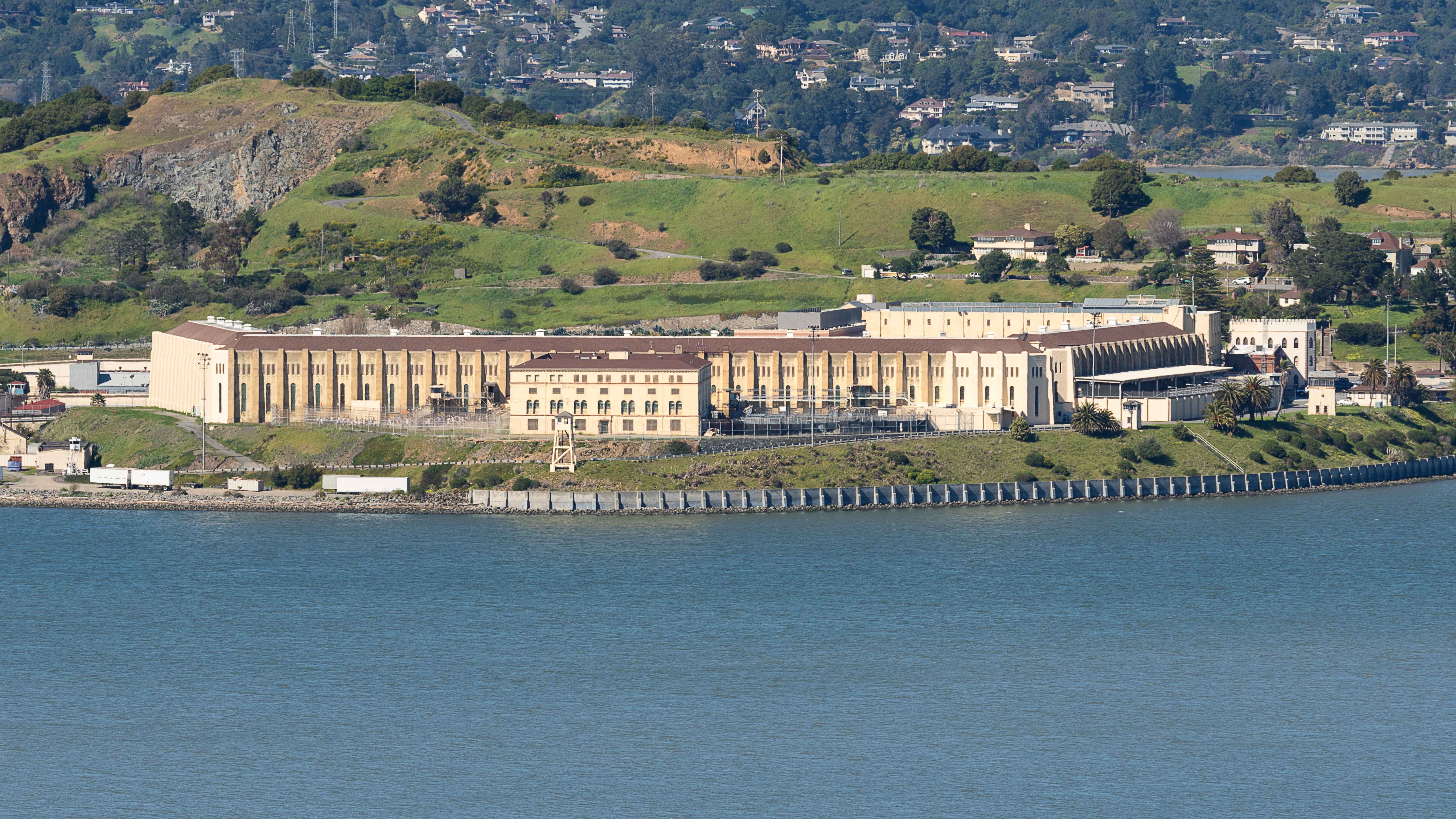
San Quentin vista dall'alto

Tutte le condanne capitali irrogate in California, di prigionieri sia maschili sia femminili, devono avvenire a San Quintino: la camera di esecuzione si trova in un'aggiunta a un piano in prossimità dell'East Block. Le donne vengono trasportate nella struttura in autobus.
I metodi di esecuzione sono cambiati nel tempo: prima del 1893 le contee non giustiziavano i condannati mentre tra il 1893 e il 1937 a San Quentin furono eseguite 215 condanne a morte per impiccagione e 196 nella camera a gas. Nel 1996 l'uso del gas venne ritenuto "punizione crudele e inusuale", che portò a esecuzioni all'interno della camera a gas mediante iniezione letale. Tra il 1996 e il 2006 undici persone sono state giustiziate a San Quentin con iniezione. 

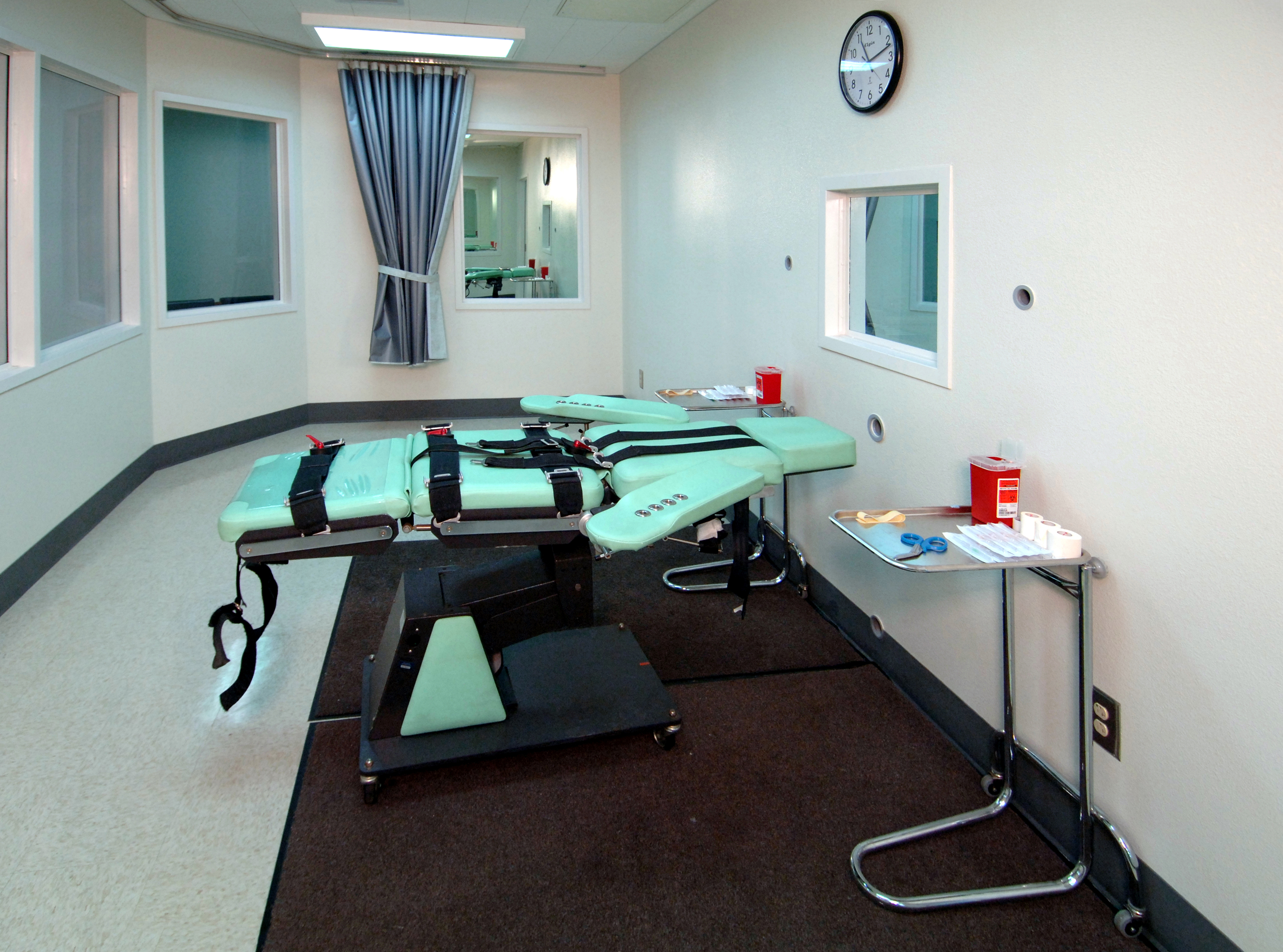
La sala per l'iniezione letale, finita di costruire nel 2010

Nell'aprile 2007 il personale dell'ufficio dell'analista legislativo della California ha scoperto che a San Quentin era in costruzione una nuova camera di esecuzione: i legislatori successivamente accusarono il governatore di "nascondere il progetto alla Legislatura e al pubblico". Il vecchio impianto per l'iniezione letale includeva una sala di 43 piedi quadrati (4,0 m²) e una singola area di osservazione; la struttura che stava per essere costruita includeva una camera di iniezione di 230 piedi quadrati (21 m²) e tre aree di visualizzazione per famiglia, vittima e stampa. Il governatore Arnold Schwarzenegger interruppe la costruzione della struttura la settimana successiva. Il legislatore in seguito ha approvato la spesa di 180 000 $ per completare il progetto e la struttura è stata completata.
Oltre alle esecuzioni statali, a San Quentin sono state eseguite tre esecuzioni federali: Samuel Richard Shockley e Miran Edgar Thompson erano stati incarcerati nel penitenziario federale dell'isola di Alcatraz e furono giustiziati il 3 dicembre 1948 per l'omicidio di due guardie carcerarie durante la cosiddetta battaglia di Alcatraz; Carlos Romero Ochoa aveva assassinato un ufficiale dell'immigrazione federale dopo essere stato catturato mentre contrabbandava messicani al di là del confine vicino a El Centro, in California, e fu giustiziato nella camera a gas di San Quentin il 10 dicembre 1948.
Nel 2005 Stanley Williams, fondatore della gang dei Crips, fu giustiziato nella stanza della morte del carcere.
Il 13 marzo 2019, dopo che il governatore Gavin Newsom ordinò una moratoria sulla pena di morte nello Stato, lo Stato ritirò l'attuale protocollo di iniezione letale e San Quentin chiuse la camera dell'esecuzione.

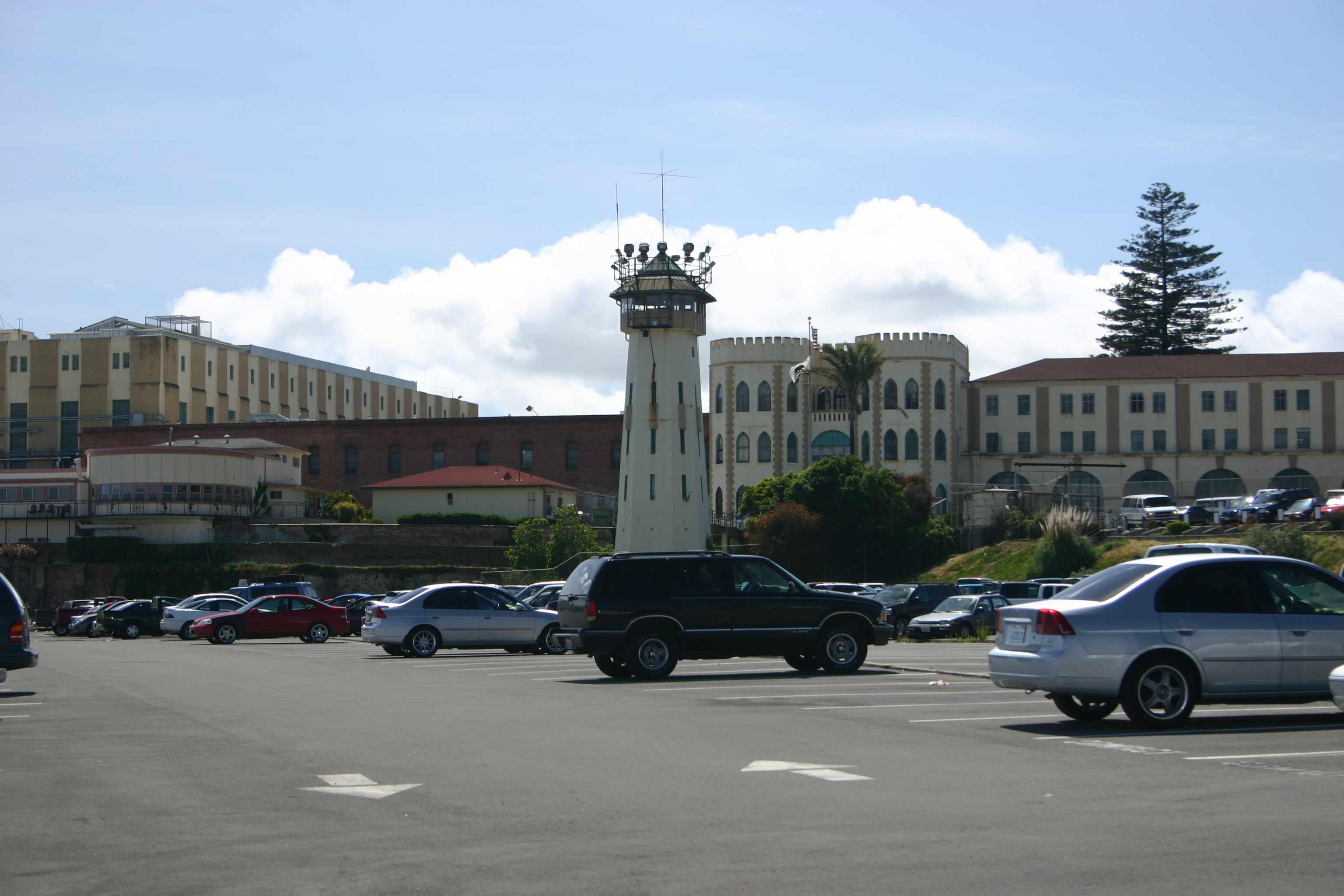
San Quentin vista dal parcheggio adiacente al carcere

## Nella cultura popolare
- Nel 1915 vi venne ambientato uno dei romanzi più famosi di Jack London, Il vagabondo delle stelle.
- Il 24 febbraio 1969 Johnny Cash suonò per i detenuti: l'esibizione venne pubblicata nello stesso anno nell'album At San Quentin.
- Nel 1992 viene menzionato in una celebre scena del film Le iene, di Quentin Tarantino.
- Nel 1993 vi venne girato parzialmente il film Patto di sangue.
- Nel 2002 viene menzionato verso la fine del film La leggenda di Al, John e Jack, di Aldo, Giovanni e Giacomo e Massimo Venier.
- Nel 2003 i Metallica vi filmarono il videoclip per il singolo St. Anger.
- Il carcere di San Quintino viene spesso menzionato nel videogioco L.A. Noire.
- Nella Marvel questo carcere è anche luogo di prigionia del famigerato serial killer Cletus Kasady-Carnage durante la post credit del film Venom e del sequel Venom - La furia di Carnage.
- All'inizio del film Ant-Man (2015), il protagonista Scott Lang viene rilasciato dal carcere dopo aver scontato una condanna per furto.
- Nella commedia di grande successo Duri si diventa (2018), viene spesso citato San Quintino, in cui il protagonista Will Ferrell è stato condannato per scontare la sua presunta pena (poi smentita) per frode.